# Nordkoster
Nordkoster est la deuxième plus grande île de l'archipel des îles Koster, dans la commune de Strömstad, sur la côte ouest suédoise. Elle est située juste au nord de Sydkoster, de laquelle elle est séparée par le détroit de Kostersund. Le relief de l'île est plus accidenté que sa voisine, avec plusieurs sommets rocheux, dont en particulier Kosterbonden, qui avec ses 58,8 m est le plus haut sommet de l'archipel. Une partie de l'île est classée réserve naturelle.

## Le phare de Nordkoster
Sur le sommet de Kosterbonden se situent deux tours qui étaient initialement un phare, qui prévenait des dangers relatifs aux nombreux hauts-fonds présents autour. Ce phare était double afin de le différencier des autres phares à proximité. Il fut mis en service en 1849, mais il était trop haut placé, ce qui créa plusieurs problèmes pour les bateaux. Il fut arrêté en 1891 et remplacé par un phare sur l'île d'Ursholmen. En 2003, une lanterne fut à nouveau montée sur la tour nord.